# Antoni Figueres
Antoni Figueres és el primer mestre de cant de qui es té notícia.

## Biografia
Aquest és el primer mestre de cant de qui servem notícia. El 13 d'octubre de 1622 va ser nomenat mestre de cant, amb les funcions d'ensenyar a cantar, cant pla i cant d'orgue, és a dir, polifonia.
Sabem que el 1631 el mestre Figueres seguia residint a Olot, atesa la seva presència entre els beneficiats i curats, i les comunitats carmelita i caputxina, que participaren en la processó celebrada amb motiu de la inauguració de la nova església dels frares caputxins, els quals ja feia 4 anys que havien arribat a Olot.